# Androsace strigillosa
Androsace strigillosa är en viveväxtart som beskrevs av Adrien René Franchet. Androsace strigillosa ingår i släktet grusvivor, och familjen viveväxter. Inga underarter finns listade i Catalogue of Life.

## Bildgalleri

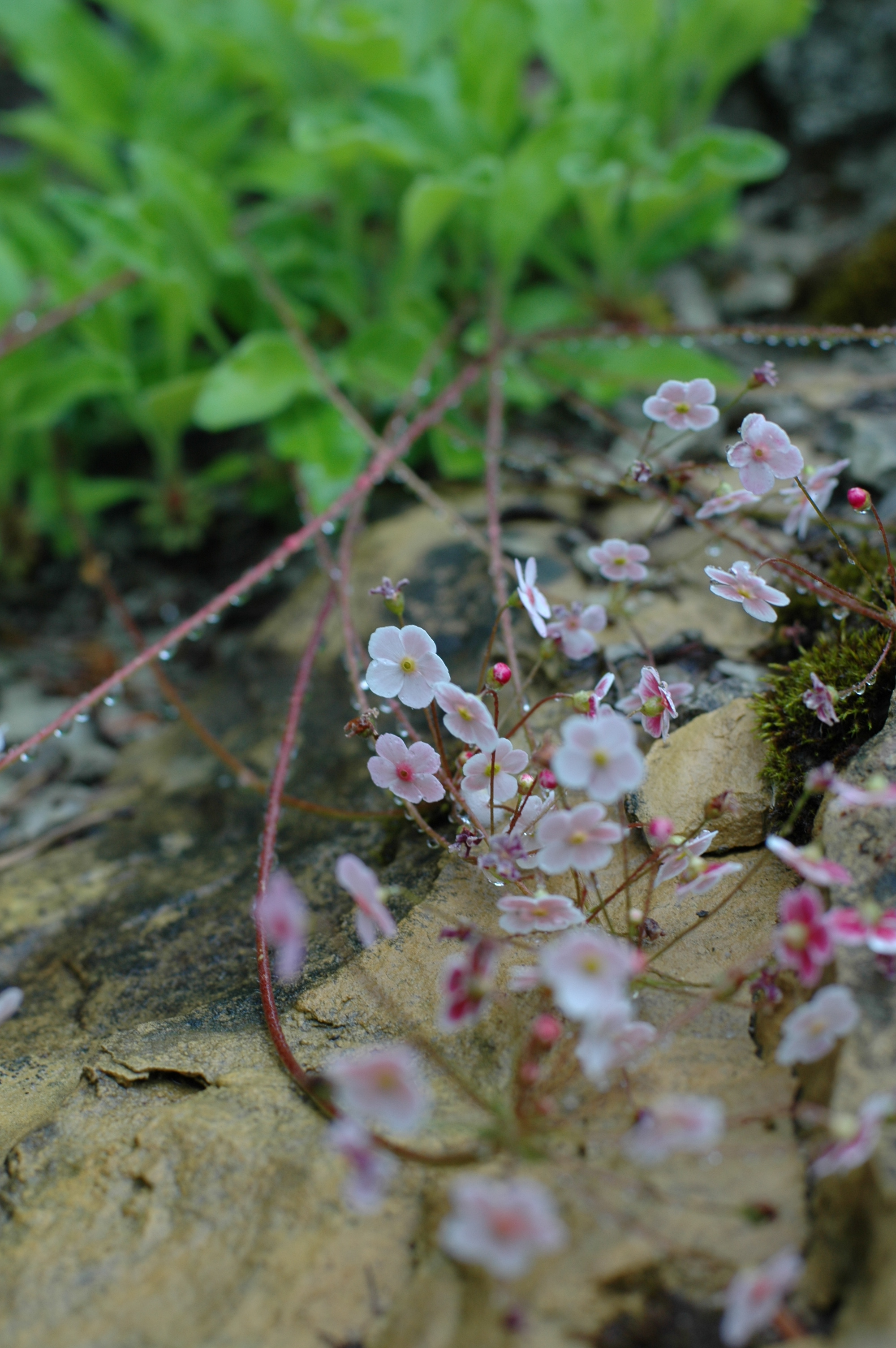
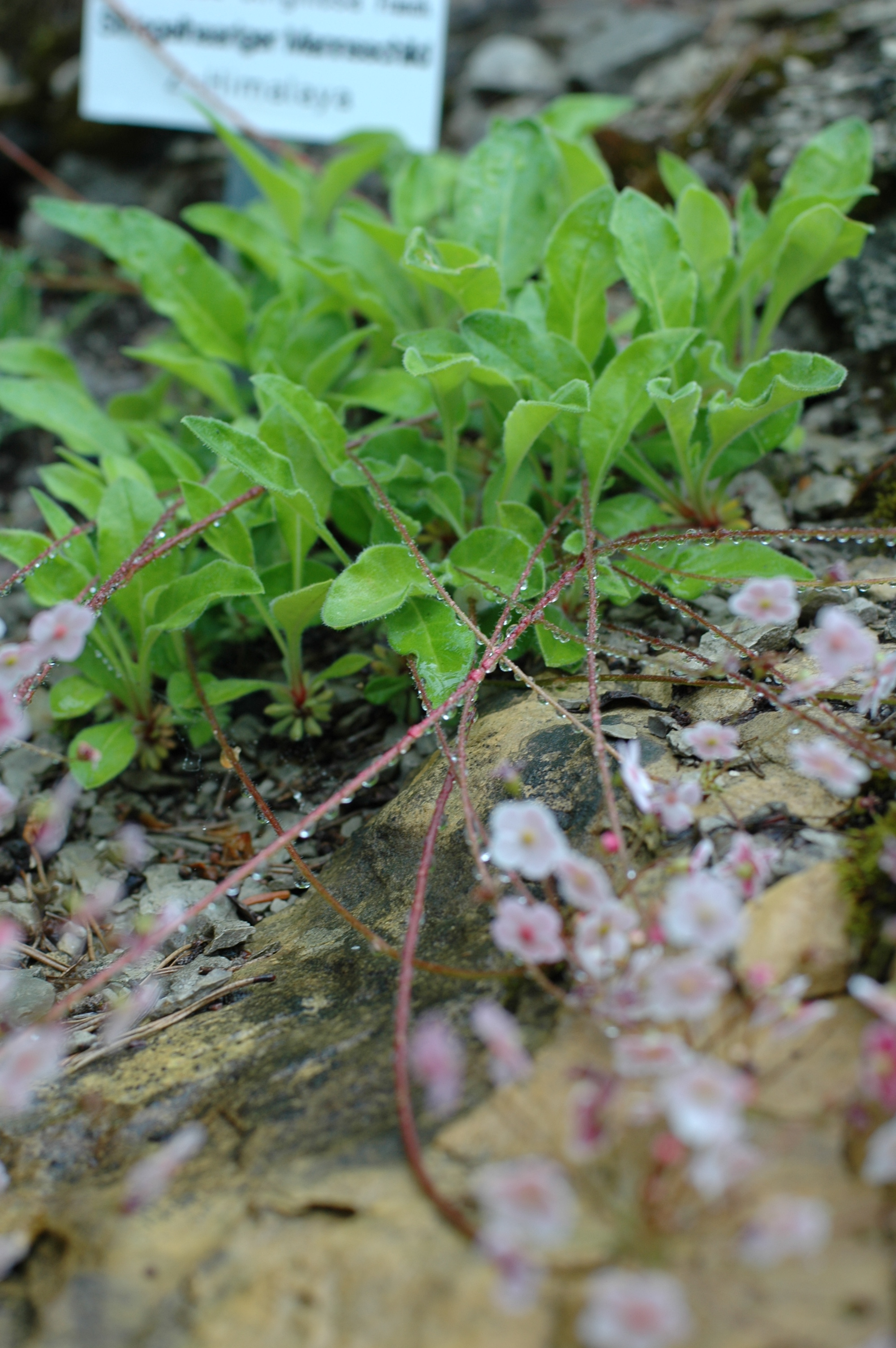
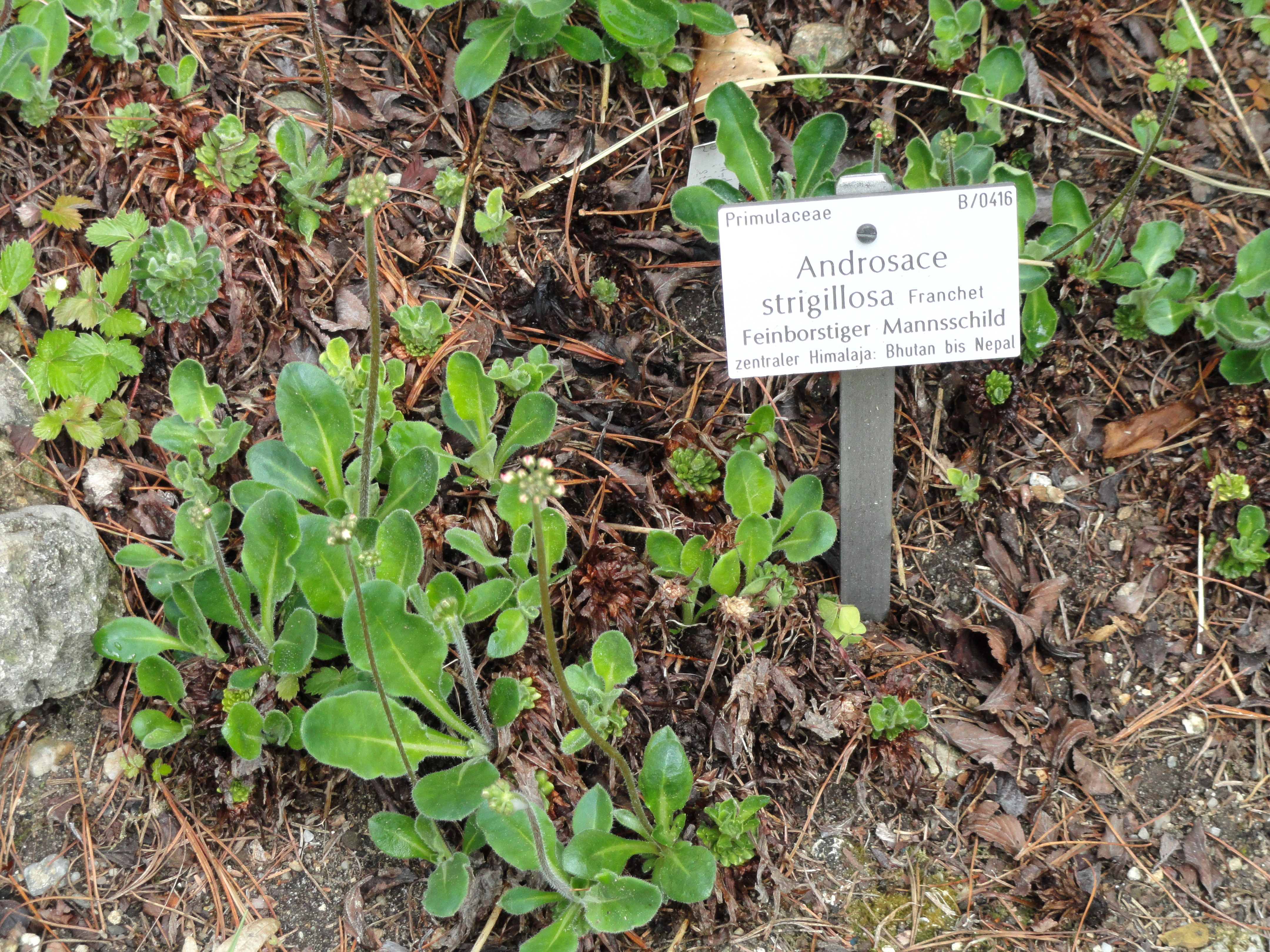
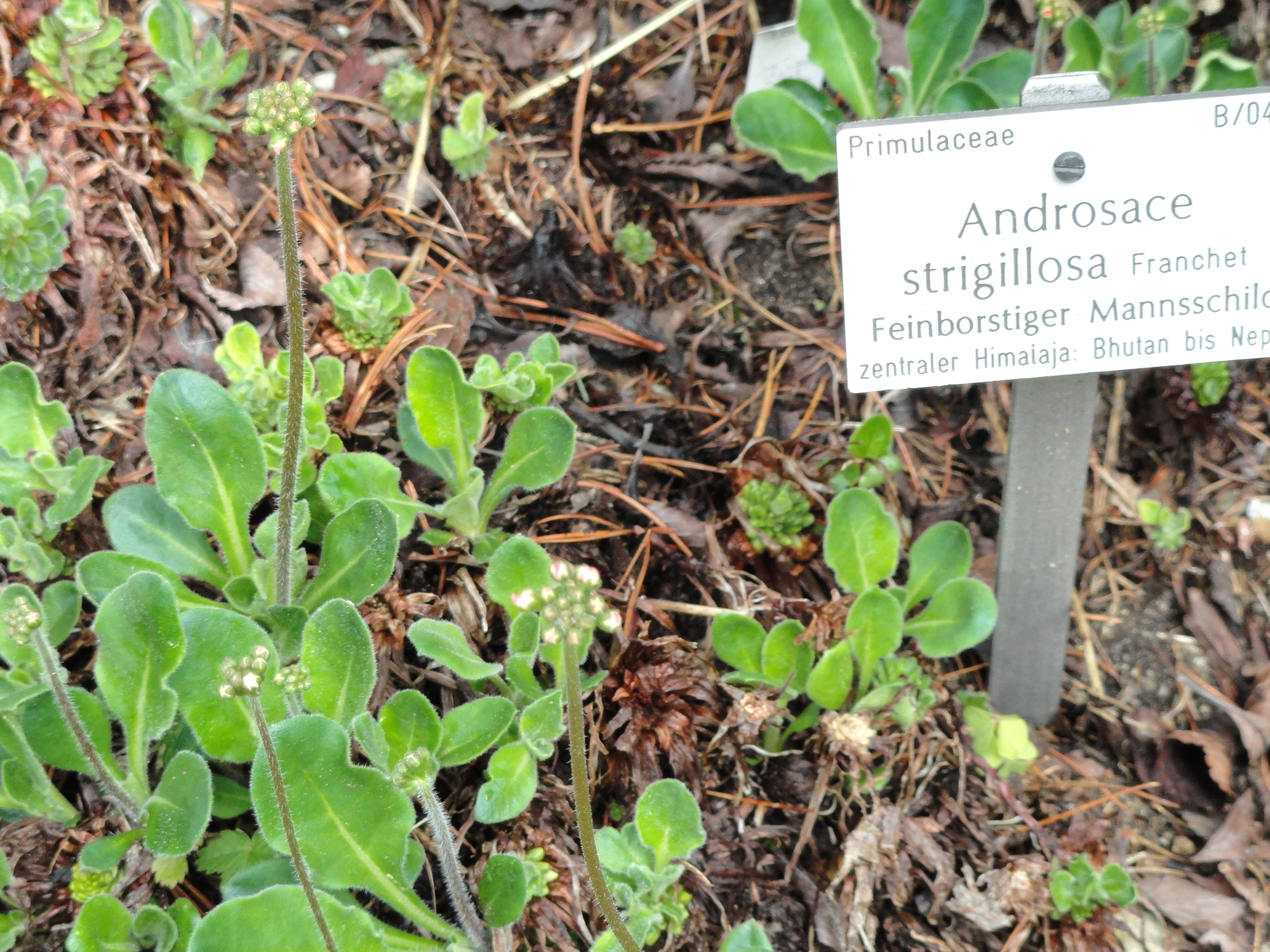
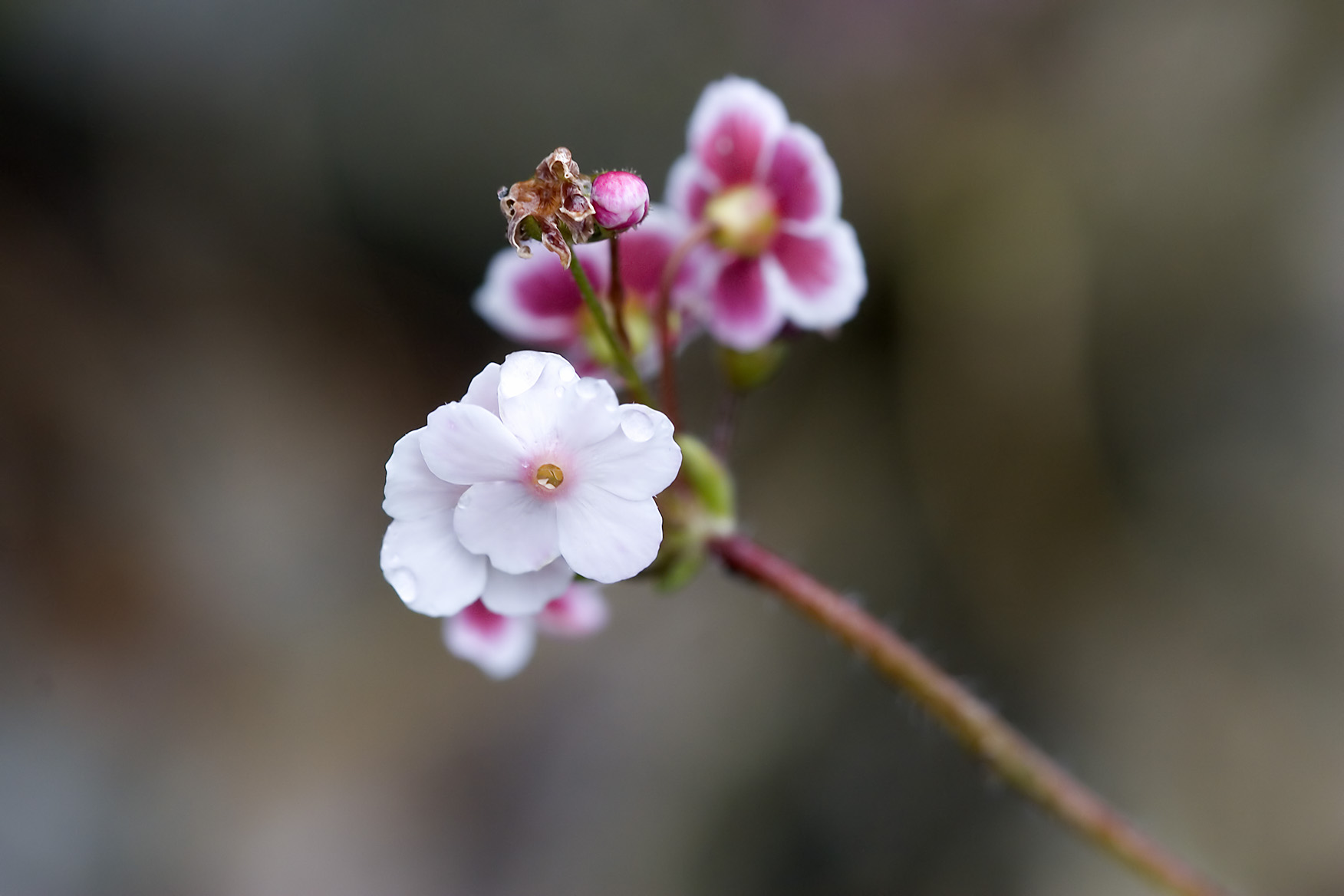
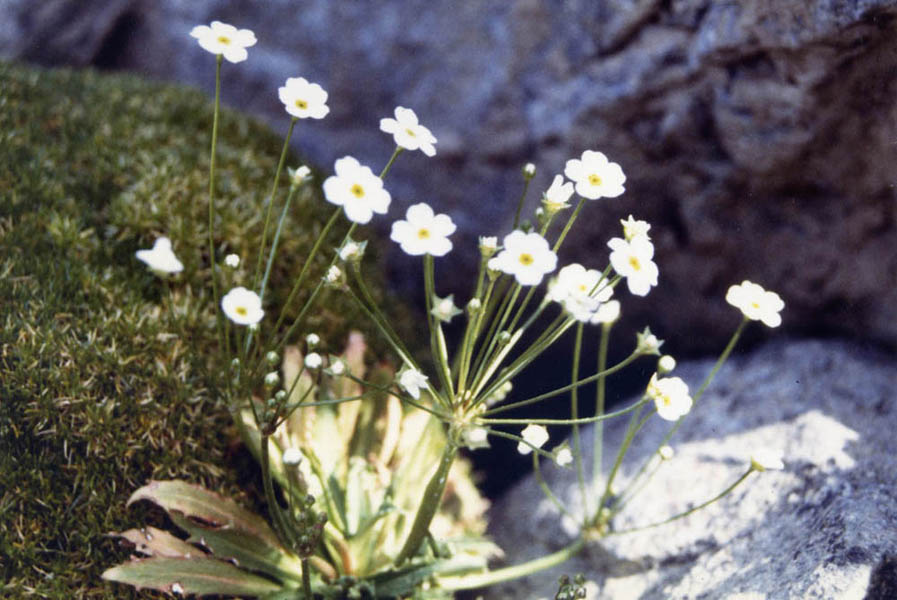